# Digitální repozitář

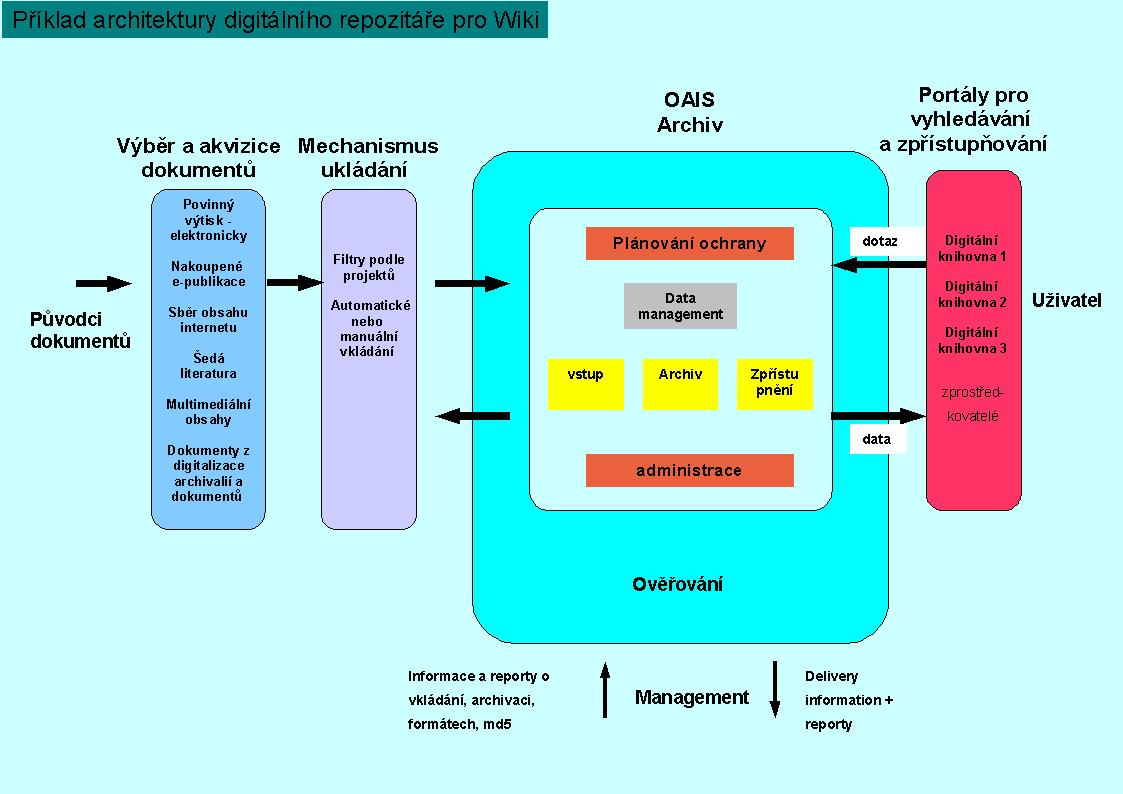
Model architektury hypotetického digitálního úložiště

Pojem digitální repozitář (někdy také úložiště) se používá pro několik různých vzájemně se překrývajících systémů a organizací, které slouží dlouhodobé ochraně digitálních dokumentů:
- někdy označuje pouze soubory digitálních dat, které uplatňují konkrétní model (jako OAIS) nebo protokol (jako OAI-PMH)
- používá se velmi volně pro jakoukoli organizaci, která spravuje digitální dokumenty a zpřístupňuje je určité skupině koncových uživatelů.
- označuje také někdy soubory služeb, které se zabývají získáváním, správou a zpřístupňováním digitálního obsahu.

Repozitář je považován za důvěryhodný, pokud lze prokázat jeho schopnost plnit určité funkce, a pokud tyto funkce splňují minimální dohodnutá kritéria, jež by měly splňovat všechny důvěryhodné repozitáře. Rozhodující je, že naplňování těchto kritérií musí být prokazatelné, což znamená, že dosažení důvěryhodnosti je do velké míry závislé na auditu a certifikaci.

## Konceptuální model OAIS

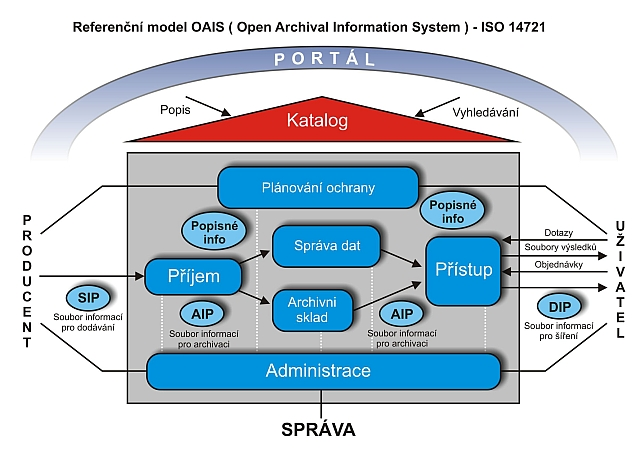
Schéma OAIS

Digitální repozitář by měl být vystaven podle modelu OAIS. Model OAIS byl přijat za normu (ISO 14721:2003).
OAIS v podstatě velmi obecně popisuje entity a procesy, které by měl repozitář zahrnovat a dělat, s tím, že určité části tohoto rámce mohou ve skutečném repozitáři chybět. Repozitář odpovídající OAIS pracuje s několika typy informačních balíčků. Ty mohou obsahovat informace o obsahu a samozřejmě k nim informace podpůrné, tj. konkrétní metadata, která jsou pro určitý balíček potřebná. Metadata všech tří balíčků se od sebe samozřejmě liší a je v podstatě na instituci, jak si jejich podobu nebo granularitu nadefinuje. Tyto informační balíčky mají konkrétní úkoly v rámci úložiště a jsou definovány modelem OAIS. Jsou to tzv. SIP (Submission Information Package), AIP (Archival Information Package) a DIP (Dissemination Information Package).
Většina organizací, které se otázkou dlouhodobého uchovávání digitálních dokumentů seriózně zabývají, tento model více či méně implementuje. Všechny dostupné softwarové systémy pro správu úložišť ho také podporují, ať již jde o SW komerční (Tessella SDB, Rosetta) nebo Open source (DSpace, EPrints, Fedora aj.)

## Audit a sebehodnocení
Každý digitální repozitář usiluje o důvěryhodnost. Audit a certifikace poskytují repozitářům základ k jejímu budování. V zásadě existují dva přístupy k auditu:
- vnější hodnocení skupinou expertů, pomocí všeobecně uznávaného nástroje a postupů, viz například Trustworthy Repositories Audit & Certification (TRAC): Criteria and Checklist nebo Nestor Catalogue of Criteria for Trusted Digital Repositories[nedostupný zdroj], a RLG/NARA Audit Check-list.
- sebehodnocení, například pomocí nástroje DRAMBORA

Digitální repozitář a digitální spisovna nejsou systémy pro správu dokumentů, ale pro jejich důvěryhodné uchování, tedy DPS systémy.

## Používané technologie
Technologie – object managment systems, software a hardware používaný k provozu repozitářů.

## Česká praxe
V praxi jsou digitální repozitáře rozšířené v oblasti vysokých škol, výzkumných institucí, knihoven a archivů.

## Podrobnější popis
The Center for Research Libraries (CRL) definuje digitální repozitář následovně:
1. se věnuje trvalému udržování digitálních objektů pro definovanou komunitu/definované komunity
2. je to organizace prokazatelně vhodná pro tento úkol (tzn. vhodně financovaná, personálně zajištěná a řízená)
3. dostojí smluvním a právním požadavkům a splňuje svoje povinnosti
4. má vypracovanou účelnou a účinnou metodiku
5. získává a zpracovává digitální objekty podle stanovených kritérií, která odpovídají jeho cílům a schopnostem
6. udržuje a zajišťuje dlouhodobou integritu, autenticitu a použitelnost spravovaných digitálních objektů
7. archivuje potřebná metadata o všech akcích, které byly s digitálními objekty v průběhu skladování provedeny; také shromažďuje související informace o vzniku, podpoře dostupnosti, a využívání objektů před jejich vstupem do repozitáře
8. naplňuje potřebná kritéria pro zpřístupňování
9. má strategický program pro plánování ochrany
10. má odpovídající technickou infrastrukturu, potřebnou k trvalému udržování a zabezpečení spravovaných digitálních objektů.